# Théâtre de l'Odéon

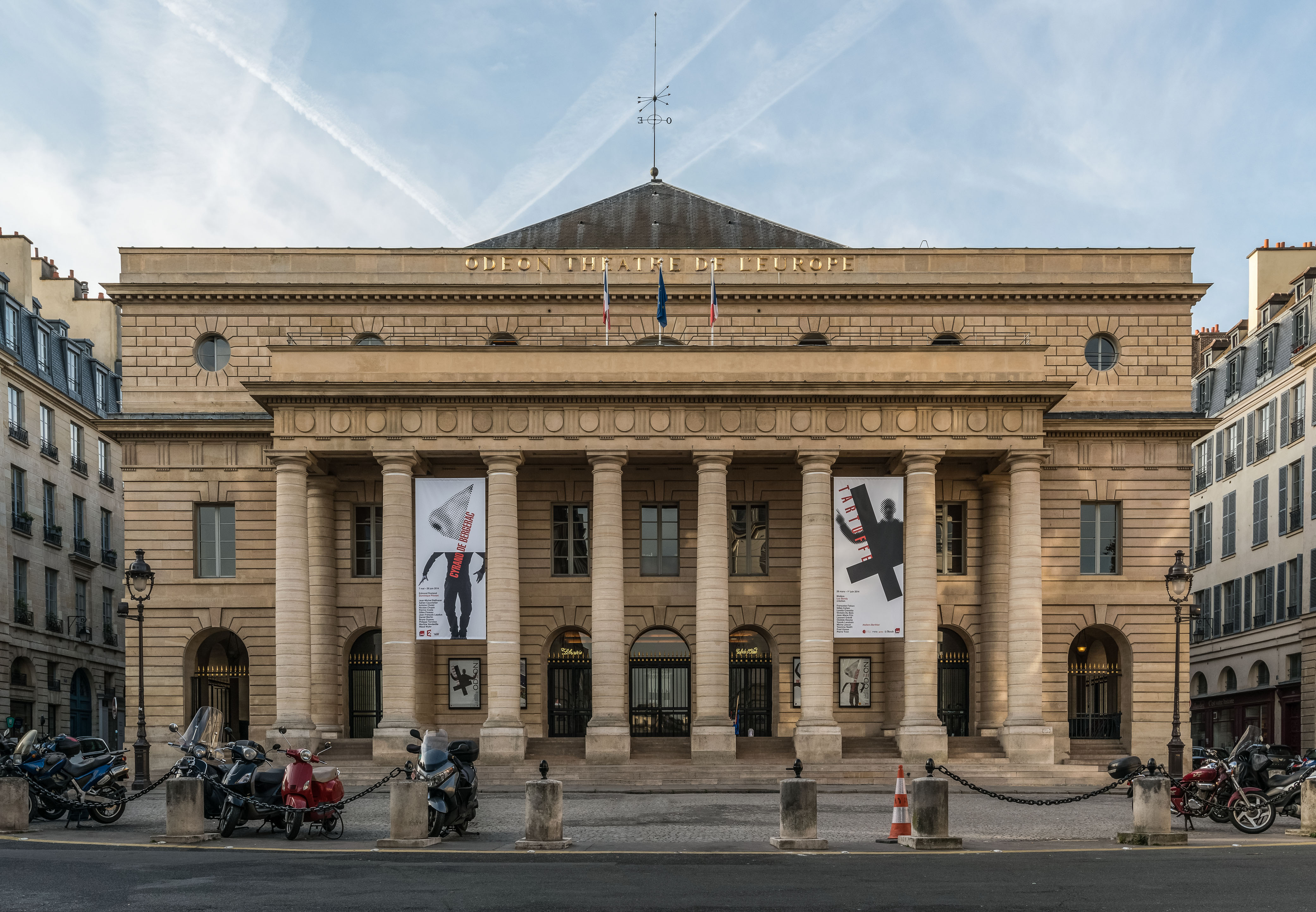
Odéon theater

Het Théâtre de l'Odéon (Nederlands: Odéon-theater) is een theatergebouw in Parijs.
Het Odéon is gelegen in het 6e arrondissement aan de linkeroever van de Seine, vlak bij Jardin du Luxembourg. Het is gebouwd tussen 1779 en 1782 om het Franse staatstheater, Comédie Française, te huisvesten. De architecten waren de neoclassicistische Marie-Joseph Peyre en Charles De Wailly.
Marie Antoinette opende het theater op 9 april 1782.
Het theater is per openbaar vervoer te bereiken via het nabijgelegen metrostation Odéon.
- MusicBrainz: c528fed0-7fe1-4d1e-906e-6bfcc2bfc1cd
- Nationale Bibliotheek van Tsjechië: ko20241240871